# آلفردس کالنینچ
آلفردس برونو یانیش کالنینچ (لتونیایی: Alfrēds Bruno Jānis Kalniņš؛ ۲۳ اوت ۱۸۷۹ – ۲۳ دسامبر ۱۹۵۱) آهنگساز، رهبر ارکستر، نوازندهٔ ارگ ، منتقدِ موسیقی و آموزشگر اهل لتونی بود.
او دانش‌آموختهٔ کنسرواتوار سن پترزبورگ و بنیان‌گذار «اپرای ملی لتونی» بود . بابت ساخت آهنگ سرود ملی این کشور شهرت دارد.